# فهرست دانشگاه‌های پنسیلوانیا
- دانشگاه تمپل
- دانشگاه ایالتی پنسیلوانیا
- دانشگاه پنسیلوانیا
- دانشگاه درکسل
- دانشگاه پیتسبورگ
- دانشگاه کارنگی ملون
- دانشگاه لیهای